# Кінгмен (Індіана)
Кінгмен (англ. Kingman) — місто (англ. town) в США, в окрузі Фаунтен штату Індіана. Населення — 559 осіб (2020).

## Географія
Кінгмен розташований за координатами 39°57′59″ пн. ш. 87°16′43″ зх. д. / 39.96639° пн. ш. 87.27861° зх. д. (39.966519, -87.278549).  За даними Бюро перепису населення США в 2010 році місто мало площу 2,12 км², уся площа — суходіл.

## Демографія
Згідно з переписом 2010 року, у місті мешкало 511 особа в 209 домогосподарствах у складі 134 родин. Густота населення становила 241 особа/км².  Було 245 помешкань (116/км²).
Расовий склад населення:
| - 97,7 % — білих |

До двох чи більше рас належало 2,0 %. Частка іспаномовних становила 1,4 % від усіх жителів.
За віковим діапазоном населення розподілялося таким чином: 26,4 % — особи молодші 18 років, 55,8 % — особи у віці 18—64 років, 17,8 % — особи у віці 65 років та старші. Медіана віку мешканця становила 38,7 року. На 100 осіб жіночої статі у місті припадало 99,6 чоловіків;  на 100 жінок у віці від 18 років та старших — 95,8 чоловіків також старших 18 років.
Середній дохід на одне домашнє господарство  становив 47 624 долари США (медіана — 41 806), а середній дохід на одну сім'ю — 48 977 доларів (медіана — 41 500). За межею бідності перебувало 17,8 % осіб, у тому числі 26,5 % дітей у віці до 18 років та 17,7 % осіб у віці 65 років та старших.
Цивільне працевлаштоване населення становило 222 особи. Основні галузі зайнятості: виробництво — 31,5 %, освіта, охорона здоров'я та соціальна допомога — 13,1 %, мистецтво, розваги та відпочинок — 8,1 %, роздрібна торгівля — 7,2 %.